# Parafia Niepokalanego Serca Najświętszej Maryi Panny w Grabnie
Parafia Niepokalanego Serca Najświętszej Maryi Panny w Grabnie – parafia rzymskokatolicka, znajdująca się w diecezji tarnowskiej, w dekanacie Wojnicz.